# Cyclocross-Weltmeisterschaften 1957
Die Cyclocross-Weltmeisterschaften 1957 wurden am 24. Februar in Edelare, einem Ortsteil von Oudenaarde, ausgetragen. Sie waren die achten ihrer Art. Es gab ein Rennen in der offenen Kategorie, also für Profis und Amateure gleichermaßen. Hauptschwierigkeit des Rennens war die Hel van Kerselare, eine 15 Meter tiefe Kuhle. André Dufraisse gewann seinen vierten Titel in Folge.

## Ergebnisse
| Platz | Land       | Sportler               |
| ----- | ---------- | ---------------------- |
| 1     | Frankreich | André Dufraisse        |
| 2     | Belgien    | Firmin Van Kerrebroeck |
| 3     | Frankreich | Georges Meunier        |